# ام را به نشانه مرگ بگیر
ام را به نشانهٔ مرگ بگیر یا به‌طور صحیح ام (شمارهٔ ۶ در صفحه‌کلید تلفن) را به نشانهٔ قتل بگیر (به انگلیسی: Dial M For Murder) فیلمی در ژانر جنایی، معمایی، و دلهره آور به کارگردانی آلفرد هیچکاک محصول سال ۱۹۵۴ است. در این فیلم ری میلند و گریس کلی ایفای نقش کرده‌اند.
این فیلم یک فیلم تک‌لوکیشن است و اکثر نماها در یک اتاق فیلمبرداری شده است.

## داستان فیلم
مارگوت مری وندایس، زنی ثروتمند و همسر یک تنیس‌باز حرفه‌ای به نام تونی وندایس است. او پیش‌تر در زمان غیبت شوهرش با نویسنده‌ای آمریکایی به نام مارک هَلیدی رابطهٔ عاشقانهٔ کوتاهی داشته است. تونی تصمیم می‌گیرد برای این‌که بیشتر در کنار همسرش باشد از بازی تنیس دست بکشد و شغلی معمولی پیدا کند. مارگوت نیز تصمیم می‌گیرد رابطه‌اش با نویسندهٔ آمریکایی را قطع کند و بار دیگر بخت خود را در زندگی زناشویی بیازماید. وقتی مارک از آمریکا بازمی‌گردد مارگوت به او خبر می‌دهد که تمام نامه‌هایشان را از بین برده است به‌جز یکی که دزدیده شده و شخصی برای آن نامه از او حق‌السکوت می‌گیرد. تونی به خانه می‌آید و ادعا می‌کند که سخت گرفتارِ کار است و مارگوت و مارک را به تئاتر می‌فرستد. سپس به هم‌دانشگاهی قدیمی‌اش تلفن می‌زند و او را وادار می‌کند مارگوت را به قتل برساند تا تمام ثروتش را به ارث ببرد. اما کارها طبق برنامه پیش نمی‌رود و کاپیتان لسگیت (سوان) در زمان قتل خودش کشته می‌شود و گریس زنده می‌ماند و پس از آن نقشهٔ قتل برملا می‌شود.

## بازیگران
- گریس کلی در نقش مارگوت مری وندایس
- رابرت کامینگز در نقش مارک هَلیدی
- جان ویلیامز در نقش سربازرس هابارد
- آنتونی داوسون در نقش کاپیتان لسگیت با نام مستعار چارلز الکساندر سوان
- لئو بریت در نقش راوی
- پاتریک آلن در نقش کارآگاه پیرسن
- مارتین میلنر در نقش پلیس بیرون آپارتمان وندیس (غیررسمی)
- رابین هیوز در نقش گروهبان پلیس
- جورج لای در نقش کارآگاه ویلیامز
- جورج آلدرسون در نقش کارآگاه اول
- گای دولمن در نقش کارآگاه (غیررسمی)
- بس فلاور در نقش زن در حال خروج از کشتی (غیررسمی)
- آنتونیو مارگریتی (غیررسمی)

## تولید فیلم
پس از ساخت فیلم اعتراف می‌کنم در سال ۱۹۵۳، هیچکاک تصمیم گرفت فیلم بوتهٔ خاردار را با مشارکت سیدنی برنستاین بر اساس رمانی که دیوید دانکن در ۱۹۴۸ نوشته بود بسازد. اما مشکلاتی بر سر فیلمنامه و بودجهٔ فیلم پیش آمد که باعث شد هیچکاک و برنستاین شراکتشان را به هم بزنند. با همکاری شرکت برادران وارنر، هیچکاک توانست فیلمنامهٔ بوتهٔ خاردار را کنار بگذارد و تولید فیلم ام را به نشانهٔ مرگ بگیر را آغاز کند.
در نمایشنامه‌ای که فیلمنامهٔ فیلم بر اساس آن نوشته شده، نام دو شخصیت اصلی شلیا مری وندایس و مکس هَلیدی بود که در فیلم به مارگوت و مارک تغییر کرد.
هیچکاک که در بیشتر فیلم‌هایش حضوری کوتاه دارد. در دقیقهٔ ۱۳ این فیلم نیز، در یک عکس سیاه‌وسفید، از مراسم گردهمایی هم‌دانشگاهیان سابق، در میان دانشجویان دیده می‌شود.
هیچکاک در ساخت این فیلم از فنّاوری فیلمبرداری سه‌بعدی استفاده کرد؛ ولی هنگام اکران فیلم، به دلیل این‌که علاقه و شوق مردم به دیدن فیلم سه‌بعدی فروکش کرده بود، سینماهای کمتری به نمایش فیلم‌های سه‌بعدی علاقه داشتند و فیلم با سروصدای کمتری اکران شد. اما، سال‌ها بعد، که نسخهٔ اصلی فیلم دیده شد، مردم علاقهٔ زیادی برای دیدن فیلم نشان دادند و در سال ۱۹۸۰ فیلم دوباره اکران شد.
فیلمبرداری این اثر در استودیو شمارهٔ ۵ برادران وارنر در شهر لس آنجلس انجام گرفته است.

## جوایز
- نامزد جایزهٔ بفتای بهترین بازیگر زن خارجی، گریس کلی ۱۹۵۵
- برندهٔ جایزهٔ بهترین بازیگر حلقه منتقدان فیلم نیویورک، گریس کلی ۱۹۵۵[۲]